# Paddy Reilly
Patrick Reilly, detto Paddy (Dublino, 18 ottobre 1939), è un cantautore irlandese.
È uno dei più famosi cantanti folk d'Irlanda ed è conosciuto per la sua interpretazione personale di brani come The Fields of Athenry e The Town I Loved So Well '.

## Biografia
Iniziata la carriera da solista nel 1973, è entrato a far parte dei Dubliners nel 1996 in sostituzione del membro fondatore Ronnie Drew. Ha lasciato il gruppo dopo 9 anni per trasferirsi a New York (dove possiede un certo numero di pub) nel 2005 e fu sostituito da Patsy Watchorn.
Egli possiede attualmente una serie di bar di New York, tra cui il Paddy Reilly sulla 29th Street angolo 2nd Avenue (Paddy ha venduto il "Paddy Reilly" al suo ex socio, Steve Duggan). Paddy ora vive a Naples, Florida e frequenta l'O'Donoghue Bar & Grill, Marco Island.

## Discografia
- The Life of Paddy Reilly (1973)
- At Home (1974)
- The Town I Loved So Well (1975)
- Green Shamrock Shore (1980)
- The Fields of Athenry (1982)
- Live (1985)
- Greatest Hits Live (1985)
- Paddy Reilly's Ireland (1986)
- Come Back Paddy Reilly (1987)
- Now (1988)
- Sings the Songs of Ewan MacColl (1990)
- Gold and Silver Days (1991)
- Come Back Paddy Reilly (2003)